# Laguna Azul (Pilón Lajas)
La laguna Azul es una laguna de Bolivia, ubicada en la región de Amazonía, dentro de la Reserva de la biosfera y tierra comunitaria de origen Pilón Lajas una altura de 377 metros sobre el nivel del mar. Administrativamente se encuentra ubicada en el municipio de Rurrenabaque de la provincia del General José Ballivián en el oeste del departamento del Beni. Esta laguna tiene unas dimensiones de 1,19 kilómetros de largo por 0,62 kilómetros de ancho, con una superficie de 0,46 kilómetros cuadrados. La laguna Azul tiene un perímetro costero de 3,3 kilómetros. La laguna Azul está circundada por un bosque dominado por palma real. En época seca se distinguen dos cinturones de vegetación en el palmar.
La vegetación alrededor de la laguna corresponde al Bosque Amazónico Preandino, con temperaturas promedio anuales entre 24 y 27 °C y precipitaciones entre 1500 y 2400 mm anuales, concentrados principalmente entre noviembre y marzo.